# Wolfgang Bartknecht
Wolfgang Bartknecht (* 13. Juli 1925 in Danzig-Langfuhr; † Januar 2005 in Freiburg im Breisgau) war ein deutscher Ingenieur, der im Bereich Explosionsschutz arbeitete und forschte und mehrere Fachbücher zu diesem Thema veröffentlichte.

## Leben und Wirken
Wolfgang Bartknecht studierte an der Technische Universität Berlin. Während dieser Zeit arbeitete der Diplom-Ingenieur als wissenschaftlicher Mitarbeiter der Berggewerkschaftlichen Versuchsstrecke der Westfälische Berggewerkschaftskasse in Dortmund-Derne. 1960 erfolgte seine Promotion an der TU Berlin: für seine Dissertation mit dem Titel „Untersuchungen über die Eignung von Schichten aus körnigem Material zur Verhinderung der Flammenfortpflanzung bei der Zündung explosionsfähiger Gas/Luft-Gemische“ wurde ihm von der Fakultät für Bergbau und Hüttenwesen der akademische Grad Dr.-Ing. verliehen.
Von 1972 bis zu seiner Pensionierung im Jahr 1988 arbeitete Wolfgang Bartknecht für das schweizerische Chemieunternehmen Ciba-Geigy AG. Er war ehrenamtlich in der Kommission Reinhaltung der Luft tätig.

## Auszeichnungen
- 1977: Ehrenplakette für Verdienste um die Technik und den VDI vom Verein Deutscher Ingenieure (VDI)[4] für seine maßgeblichen Beiträge zur Schaffung der einschlägigen VDI-Richtlinien
- 1986: Ehrenplakette für hervorragende Verdienste um die Arbeitssicherheit der Berufsgenossenschaft Nahrungsmittel und Gaststätten
- 1990: Cybulsky-Medaille von der Polnischen Akademie der Wissenschaften für besondere Leistungen bei der Untersuchung von Staubexplosionen

## Publikationen

### Bücher
- Explosionen: Ablauf und Schutzmaßnahmen. 2. überarbeitete u. ergänzte Auflage. Springer, Berlin 1980, ISBN 3-540-09894-1.
- Staubexplosionen: Ablauf und Schutzmaßnahmen. Springer, Berlin 1987, ISBN 3-540-16243-7.
- Explosionsschutz: Grundlagen und Anwendung. Springer, Berlin 1993, ISBN 3-540-55464-5.

### Weitere Veröffentlichung (Auswahl)
- Thermoelektrische Messungen von Oberflächentemperaturen an Glühlampen. Westfälische Berggewerkschaftskasse, Bochum 1956, DNB 458751979, OCLC 73935121.
- Untersuchungen über den Einfluß der Feuchtigkeit explosionsfähiger Methan/Luft-Gemische auf den Zünddurchgang durch Gehäusespalte. 1958, OCLC 916235117.
- Untersuchungen über den Einfluss der Weite, der Krümmung und der Länge von Kanälen, insbesondere von Rohren, auf den Zünddurchgang bei der Verbrennung explosionsfähiger Gas/Luft-Gemische. Westfälische Berggewerkschaftskasse, Bochum 1959, DNB 458751995, OCLC 258631405.
- Untersuchungen über die Eignung von Schichten aus körnigem Material zur Verhinderung der Flammenfortpflanzung bei der Zündung explosionsfähiger Gas/Luft-Gemische. 1960, DNB 480931143, OCLC 248086579 (Dissertation).
- Brenngas- und Staubexplosionen in Behältern und Rohrstrecken: Ablauf und Sicherheitsmaßnahmen. Verlag Stahleisen, Düsseldorf 1972.
- Wolfgang Bartknecht (Hrsg.): Untersuchung des Explosions- und Zündverhaltens brennbarer Stäube und hybrider Gemische (= Schriftenreihe Humanisierung des Arbeitslebens. Band 64). VDI-Verlag, Düsseldorf 1985, ISBN 3-18-400678-6 (als Herausgeber).
- Wolfgang Bartknecht (Hrsg.): Druckentlastung von Staubexplosionen in Großbehältern (= Schriftenreihe Humanisierung des Arbeitslebens. Band 78). VDI-Verlag, Düsseldorf 1986, ISBN 3-18-400753-7 (als Herausgeber).
- Zündwirksamkeit von mechanisch erzeugten Funken und heissen Oberflächen in Staub-Luft- und Brenngas-Luft-Gemischen (= Fortschrittberichte der VDI-Zeitschriften / Reihe 3, Verfahrenstechnik. Nr. 180). VDI-Verlag, Düsseldorf 1989, ISBN 3-18-148003-7.
- Massnahmen gegen gefährliche Auswirkungen von Staubexplosionen in Silos und Behältern: Explosionsdruckentlastungen beim Befüllen durch Flugförderung (= Fortschrittberichte der VDI-Zeitschriften / Reihe 3, Verfahrenstechnik. Nr. 182). VDI-Verlag, Düsseldorf 1989, ISBN 3-18-148203-X.